# Alter Garten (Schwerin)

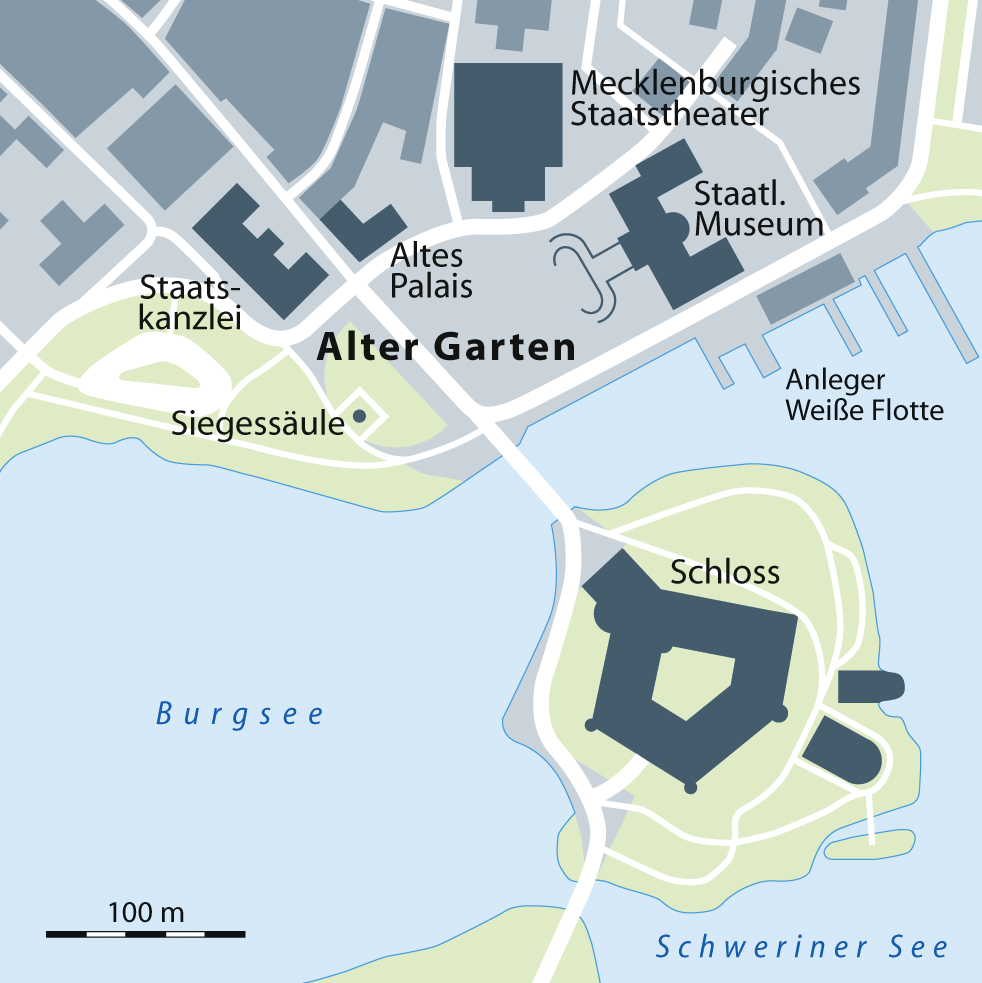
Übersichtskarte

Der Alte Garten ist ein zentraler, repräsentativer Platz in Schwerin, der von Prachtbauten umrahmt ist. Er wird auf zwei Seiten vom Schweriner See und dem Burgsee begrenzt. Sowohl die Anlage des Platzes selbst als auch die dort befindlichen und angrenzenden Gebäude – Schweriner Schloss, Theater, Museum, Altes Palais und Staatskanzlei – sind in der Denkmalliste der Stadt Schwerin aufgeführt. Die Nutzungsgeschichte des Platzes beginnt vermutlich bereits im 9. Jahrhundert im Umkreis der Obodritenburg Zuarin. Im Laufe der Zeit wandelte sich die Nutzung des Platzes mehrmals bis zur modernen Nutzung für Versammlungen und Veranstaltungen sowie als touristisches Zentrum.

## Lage und Gestaltung
Der Platz liegt am Südende der Schweriner Altstadt am Ufer des Schweriner Sees gegenüber der Schlossinsel, mit der er durch die Schlossbrücke verbunden ist. Seine südwestliche Begrenzung bildet das Ufer des Burgsees. Der Alte Garten hat etwa die Form eines Rechtecks mit einer Ausdehnung von zirka 200 mal 100 Metern. Seine Längsachse verläuft in Richtung Südwest – Nordost, parallel zum Ufer des Schweriner Sees. Sie wird durch die Siegessäule und den Eingang des Museums markiert. Die Querachse beginnt am Hauptportal des Schlosses und setzt sich auf der anderen Seite des Alten Gartens in der Schloßstraße Richtung Nordwesten fort. Die zunächst am massiv befestigten und erhöhten Ufer des Schweriner Sees verlaufende Straße (östlich des Platzes Werderstraße, westlich Graf-Schack-Allee genannt) zerschneidet den Platz in zwei Hälften. In der Südwesthälfte am naturnahen Ufer des Burgsees befindet sich die von einem Halbkreis alter Linden umfasste Siegessäule. Zwischen dieser und der Straße liegen Rasenflächen und Blumenbeete. Der zentrale Bereich des Platzes auf der anderen Seite der Straße weist einen einfachen Kiesbelag auf und ist an zwei Seiten von Grünanlagen mit kleineren Bäumen begrenzt. Den nordöstlichen Abschluss bildet die mächtige Freitreppe des Museums. In der Nordecke des Platzes liegt das Theater; das Alte Palais und die Staatskanzlei bilden die nordwestliche Begrenzung. Vor dem Alten Palais und dem Theater verläuft eine weitere Straße, die zum Ekhofplatz führt, hinter dem sich auch Parkplätze befinden.

## Geschichte des Platzes
Es wird angenommen, dass spätestens seit dem 10. Jahrhundert durch das damals weitgehend sumpfige Gebiet eine Verbindung zur Slawenburg Zuarin verlief, die mit einem Damm und einer Brücke etwa dem heutigen Straßenverlauf folgte. Jedoch ist die frühe Nutzung des Geländes weder durch schriftliche Quellen noch durch archäologische Funde dokumentiert.
Nach der Eroberung und Stadtgründung Schwerins 1160 durch Heinrich den Löwen wurde auf der Schlossinsel eine neue Burg als Ersatz für den vom besiegten Slawenfürsten Niklot verbrannten Vorgängerbau errichtet. Der Vorburgbereich wurde zur Burgfreiheit und gehörte somit nicht zum Rechtsbereich der Stadt, sondern zum Herrschaftsbereich der Burgherren, d. h. der Grafen zu Schwerin und später der mecklenburgischen Herzöge.

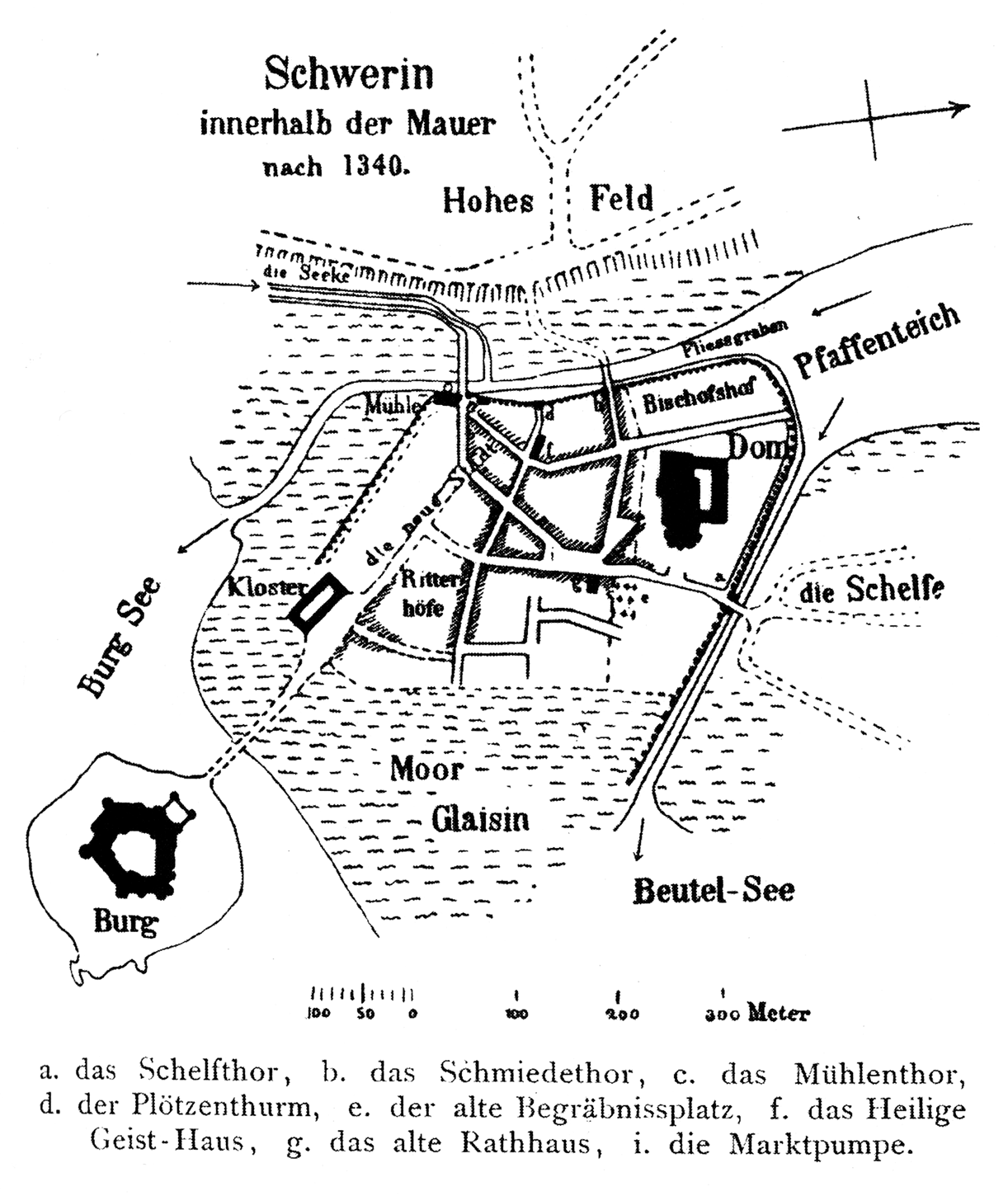
Stadtplan Schwerins nach dem Bau der Stadtmauer im Jahr 1340. Es ist davon auszugehen, dass Außenbereiche (also auch die Burgfreiheit) nicht präzise dargestellt wurden.

Der Alte Garten bildete den Übergangs- und Grenzbereich zwischen Altstadt und Burg. Zur Stadt hin wurde er zuerst durch die Planken, später durch die Stadtmauer begrenzt. Bereits im Mittelalter war die Burgfreiheit von einem Graben umgeben. Der Platz war wohl zunächst nicht bebaut. Auf dem angrenzenden Stadtgebiet befand sich seit 1230 ein Franziskanerkloster. Ebenfalls angrenzend an den Platz wurde ein Ritterhof, die Ravensburg, mit Wohnhaus, Garten- und Nutzflächen sowie Wirtschaftsgebäuden errichtet.
Unter der Regentschaft Herzog Johann Albrechts (1556–1576) wurde mit der Anlage eines Gartens begonnen, der jedoch nicht fertiggestellt wurde. Weiterhin wurde im südlichen Bereich ein Gestüt mit Rennbahn errichtet. Der Platz wurde fortan an der Bahn oder auf der Bahn genannt. Bis ins 17. Jahrhundert befanden sich zahlreiche Gebäude auf und am Alten Garten: Kanzlei, Reithaus, das Wohnhaus des Hausvogts, eine Schmiede und Wohnungen mehrerer Handwerker und Diener, ein Spritzenhaus und Ställe. 1569 wurde der Alte Garten von einem Graben umzogen, vermutlich durch Ausbau des Stadtgrabens, und wahrscheinlich die Stadtmauer in diesem Bereich abgetragen. Der als Burgkanal, Burggraben oder später als Grube bezeichnete Kanal war bis Anfang des 18. Jahrhunderts schiffbar; aufgrund der starken Geruchsbelästigung durch eingeleitete Abwässer und Abfälle wurde er bis 1802 verfüllt.
Zwischen 1693 und 1698 wurde ein Ballhaus errichtet. Um 1750 wurde ein von einer Lindenallee gesäumter Lustgarten angelegt, nachdem der Platz zwischenzeitlich als Exerzierplatz genutzt worden war. 1799 wurde das Alte Palais, ein zweigeschossiges Fachwerkgebäude an der Ecke zur Schloßstraße, renoviert. „Dieser Bau ging aus mehreren kleinen Gebäuden hervor, die der Hof erworben hatte.“ Bis 1834 wurde an der Stelle des Klosters das Kollegiengebäude (die heutige Staatskanzlei) am Südwestende des Platzes gebaut. Es wurde im klassizistischen Stil von Georg Adolf Demmler geplant. Seine Prachtseite ist zur Schloßstraße ausgerichtet, der Giebel zum Alten Garten. 1865 brannte das Gebäude ab, wurde aber wiedererrichtet. Der Bau des Kollegiengebäudes leitete die Wandlung des Alten Gartens zu einem repräsentativen Platz ein. Bis 1836 wurde ein Schauspielhaus, ebenfalls nach Plänen Demmlers im klassizistischen Stil, an der Stelle des alten Ballhauses errichtet. Der Prachtgiebel des Gebäudes war auf das Alte Palais, in dem Großherzog Paul Friedrich Residenz bezog, ausgerichtet. Im Zuge der Umgestaltung des Platzes wurde dieser 1834 durch Aufschüttung zum Schweriner See hin vergrößert. Zum Burgsee hin wurden halbkreisförmige Lindenreihen angepflanzt.

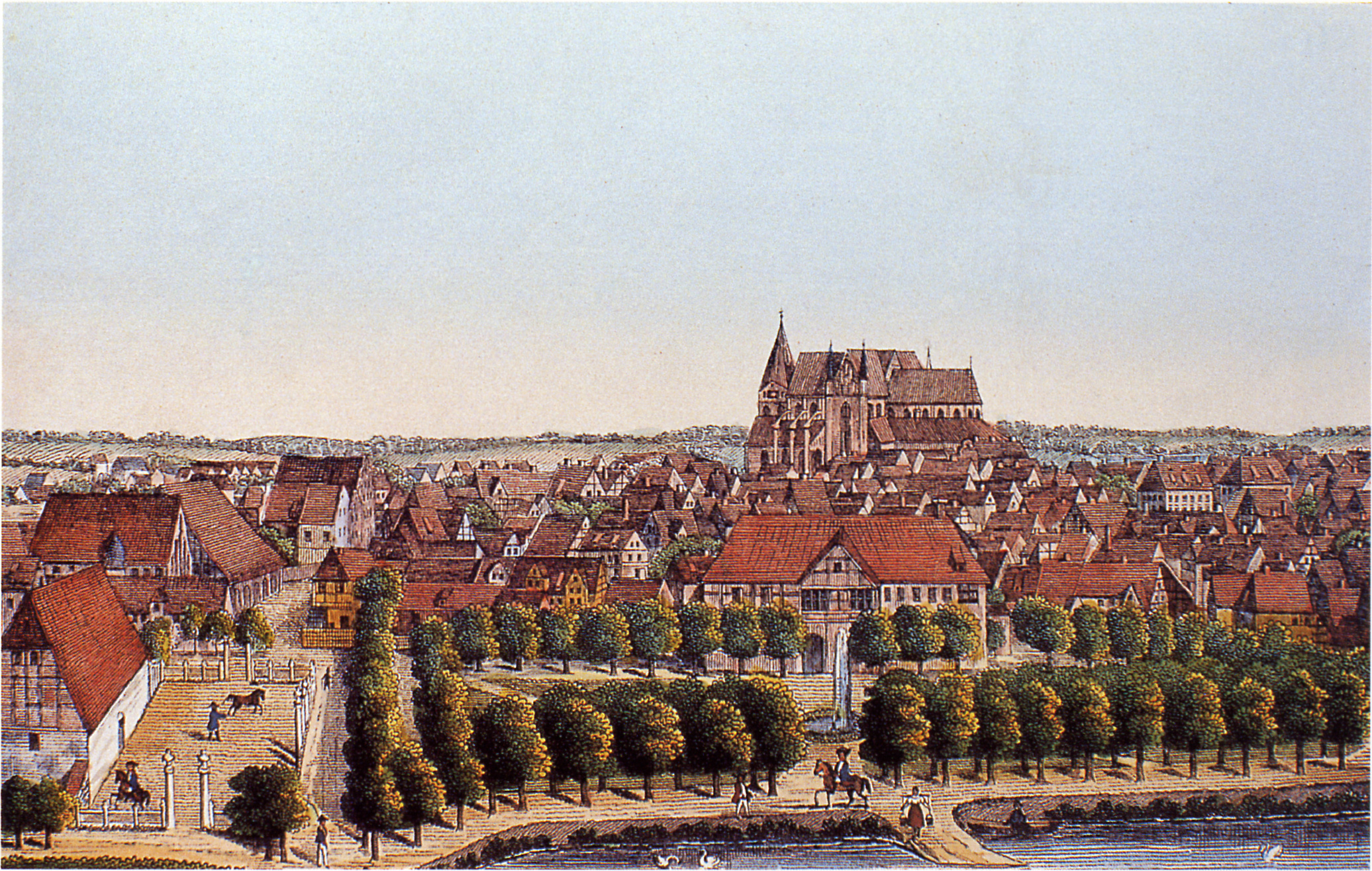
Reitbahn, Ballhaus und Lustgarten
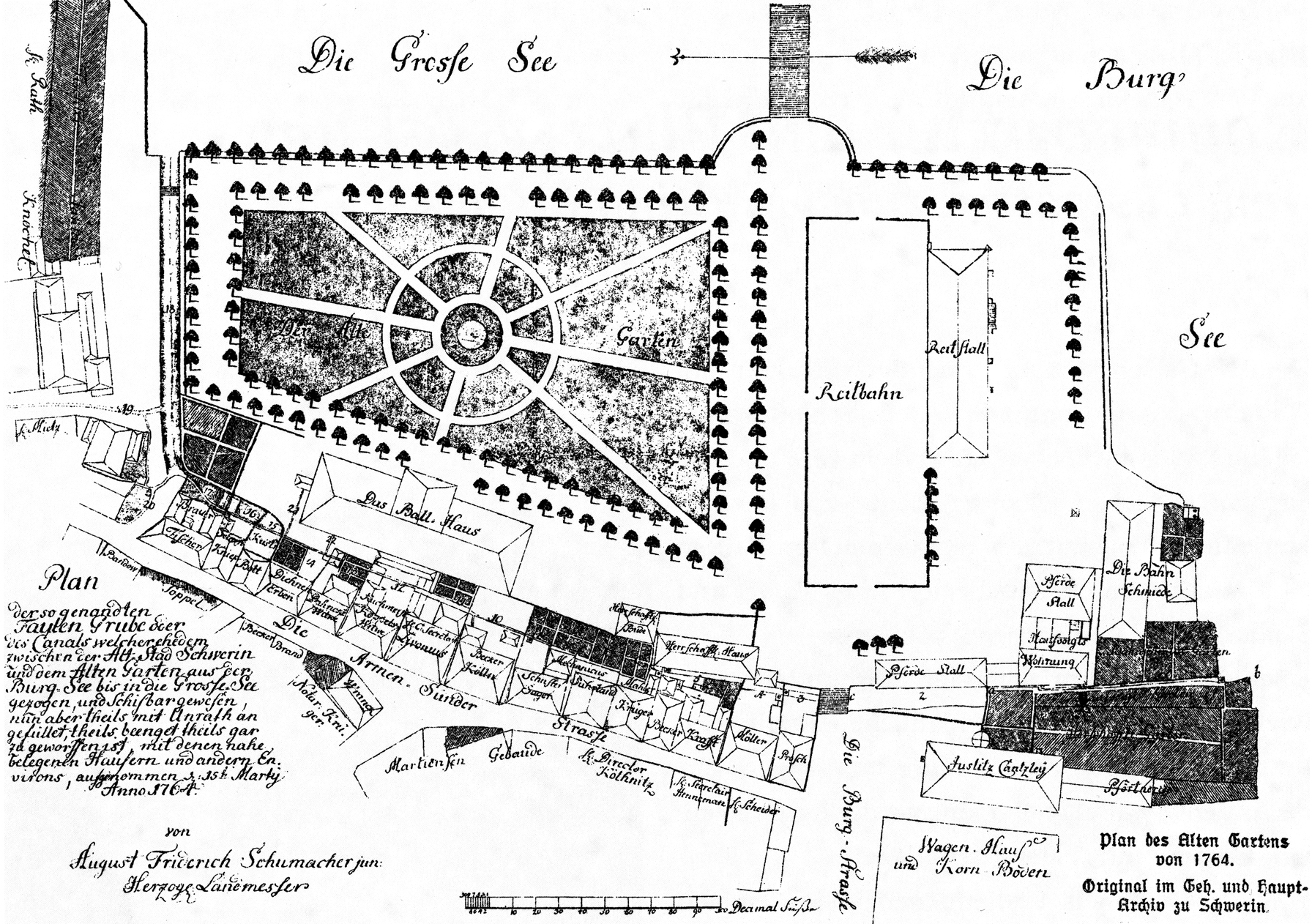
Plan des Alten Gartens mit Reitbahn, Ballhaus und Lustgarten im Jahr 1764
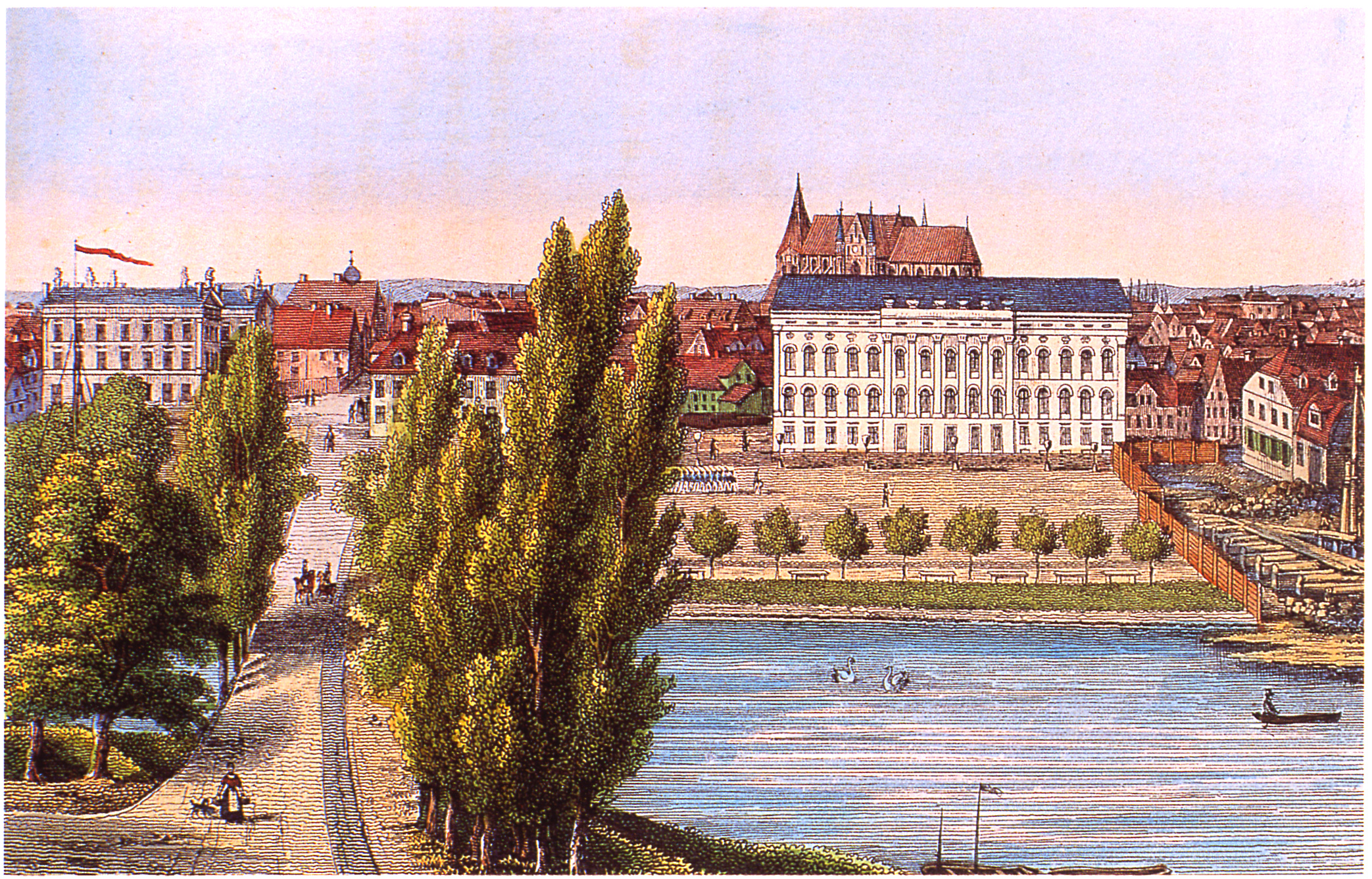
Blick vom Schloss über den neu gestalteten Alten Garten auf das Schauspielhaus; links das Kollegiengebäude; rechts die Baustelle des Großherzoglichen Palais
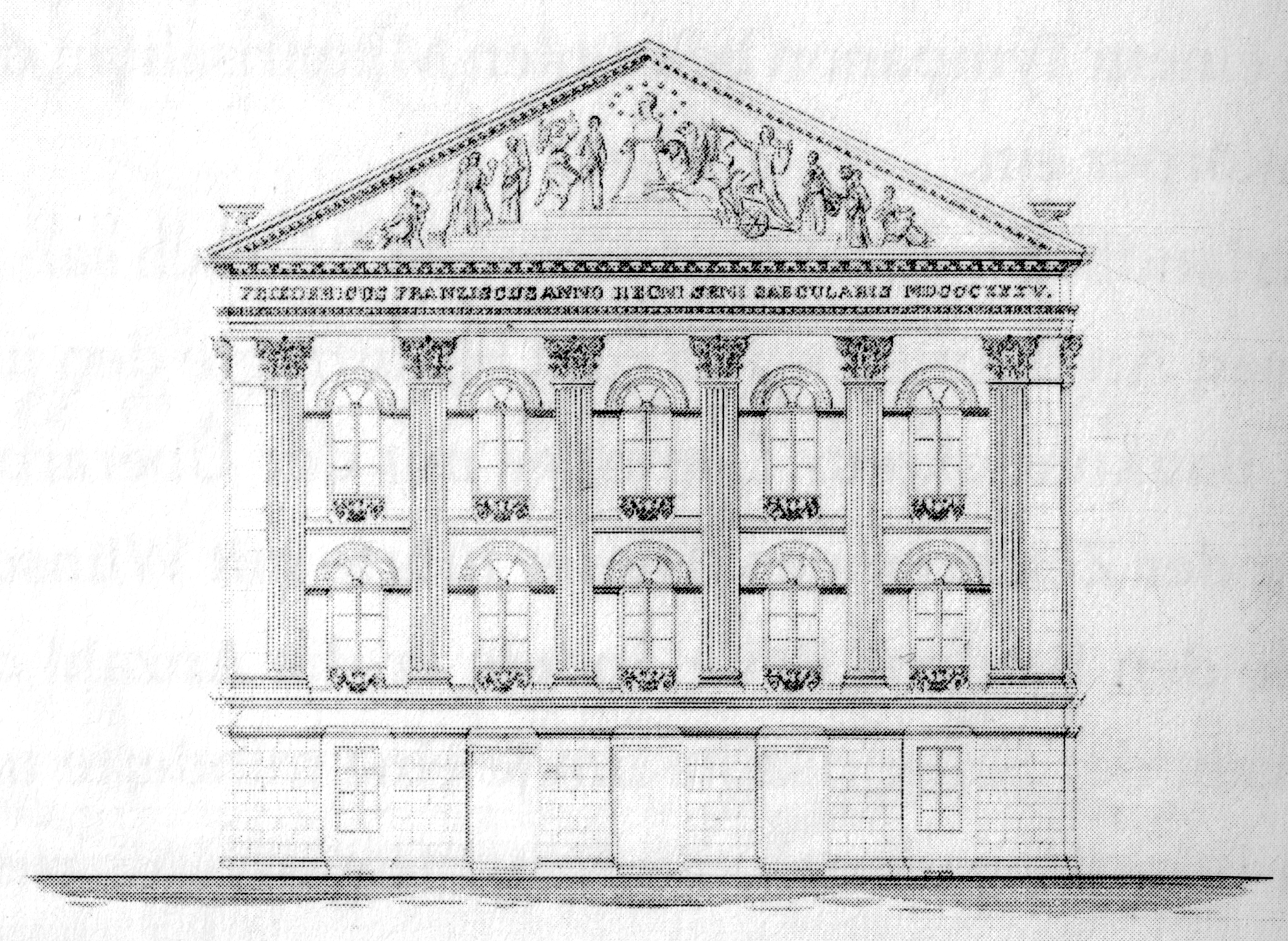
Entwurf Demmlers für den Prachtgiebel des Schauspielhauses

Da der Großherzog die Residenz im Alten Palais nur als Interimslösung ansah, beauftragte er Demmler mit der Planung eines neuen Großherzoglichen Palais am Nordende des Alten Gartens. 1842 wurden dazu die ersten Gründungspfähle gesetzt. Nachdem der Großherzog im selben Jahr verstorben war, wurden zwar die Fundamente noch fertiggestellt, dann aber die Bauarbeiten eingestellt. Die Baustelle stand daraufhin für über 30 Jahre still. Zwischen 1877 und 1882 wurde das Großherzogliche Museum nach Plänen von Hermann Willebrand auf den bestehenden Fundamenten gebaut. Besonders die Freitreppe des Museums prägt seitdem den nördlichen Teil des Platzes.

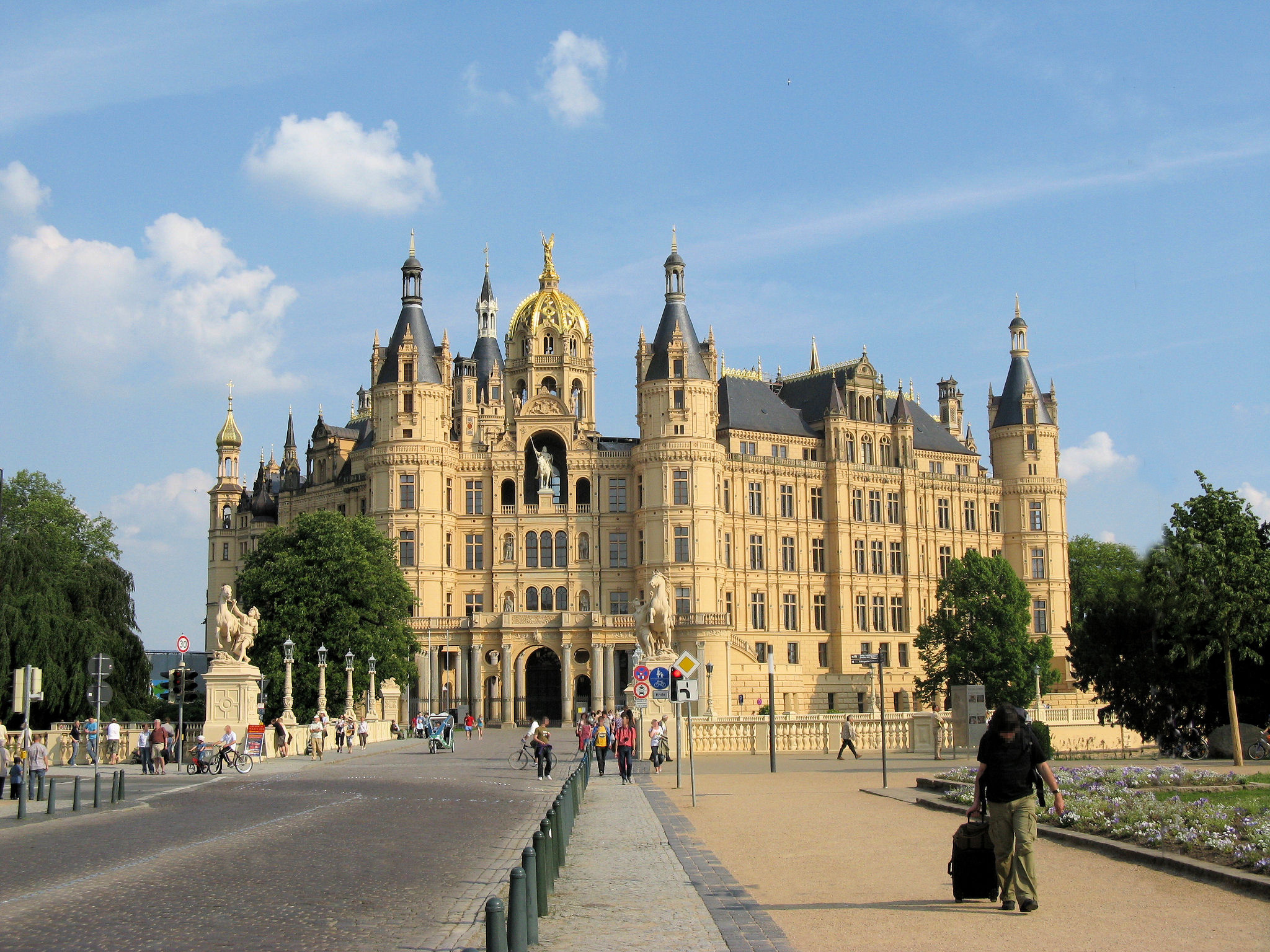
Blick vom Alten Garten auf das Schweriner Schloss

Von 1843 bis 1857 wurde das Schweriner Schloss um- und neugebaut. Das prachtvolle neue Hauptportal ist auf die verlängerte Achse der Schloßstraße (Schwerin), und damit auf den Alten Garten, ausgerichtet.
Während zuvor die Herzöge ihren Einzug auf dem Markt gehalten hatten, wurden Paraden ab Mitte des 19. Jahrhunderts vornehmlich auf dem Alten Garten abgehalten. 1849 wurde dort ein Denkmal zu Ehren Großherzog Paul Friedrichs aufgestellt (von 1935 bis 2011 an der Burgseeseite des Schlosses). 1874 wurde die Siegessäule am Südende des Platzes errichtet und 1876 wurden die beiden Rossebändiger auf ihren Sockeln an der Schlossbrücke aufgestellt.

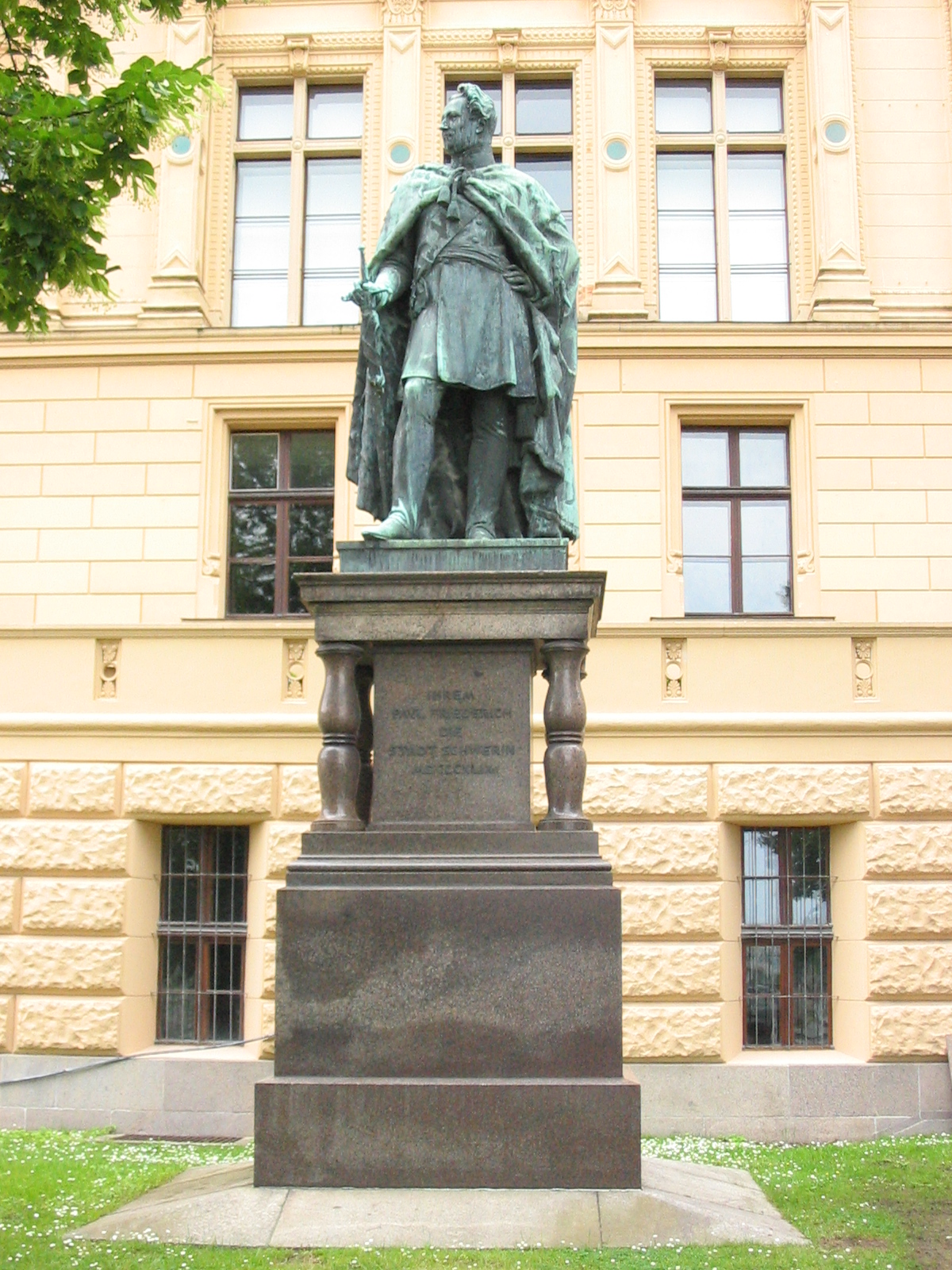
Paul-Friedrich-Denkmal auf der Schlossinsel (2007)
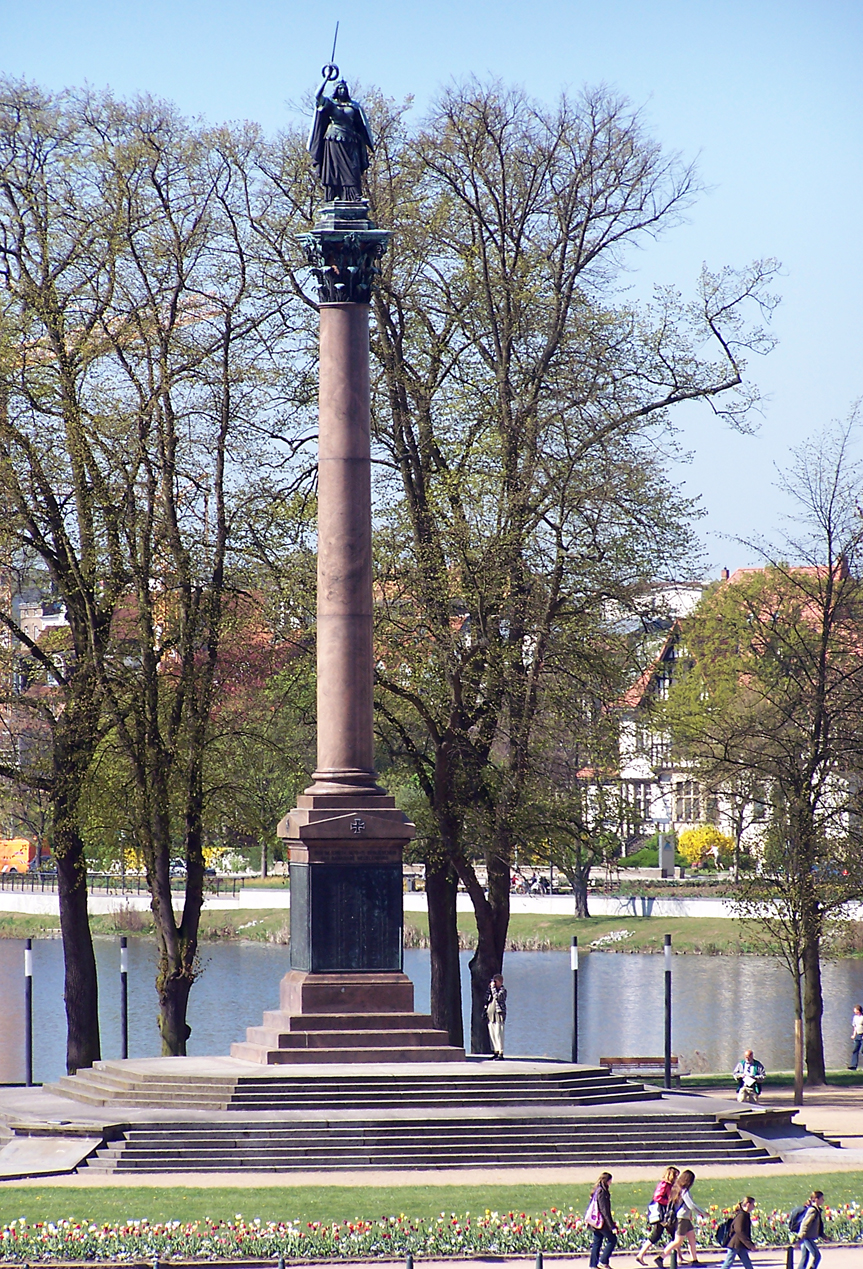
Siegessäule
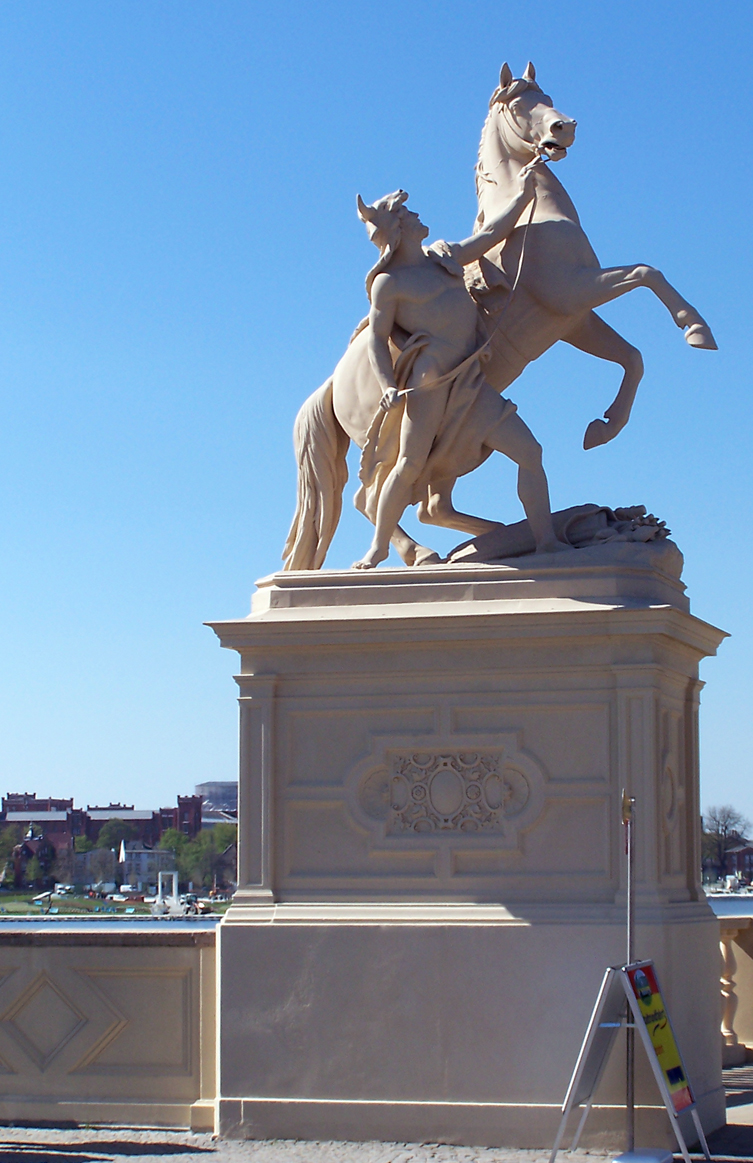
Rechter (südlicher) Pferdebändiger an der Schlossbrücke

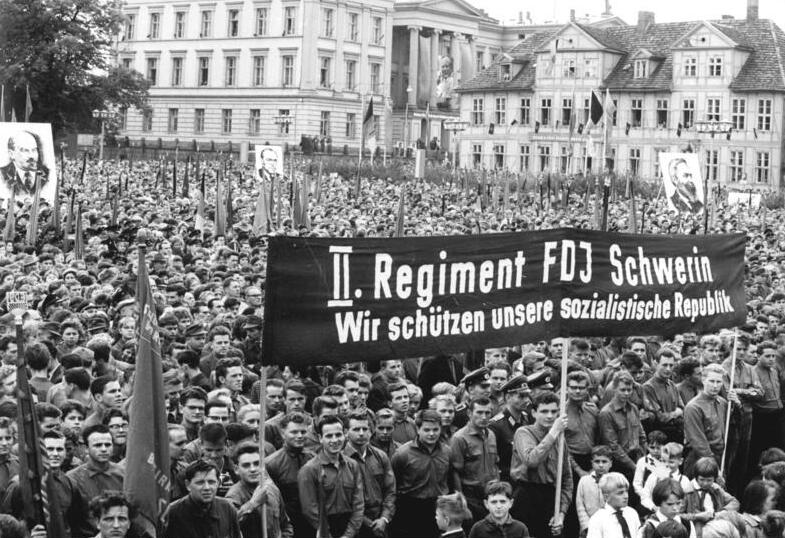
Großkundgebung am 9. September 1961

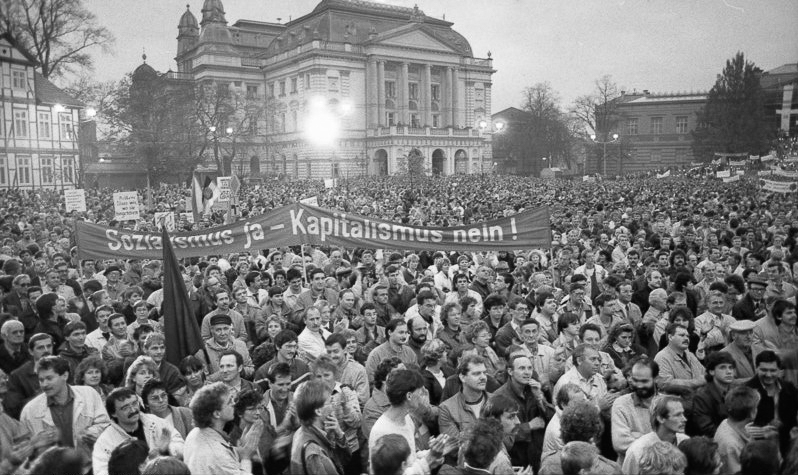
ADN-Bild zur Demonstration am 23. Oktober 1989 auf dem Alten Garten

Nachdem das Schauspielhaus 1882 während einer Vorstellung abgebrannt war, wurde 1883 bis 1886 an seiner Stelle nach Plänen von Hofbaumeister Georg Daniel das heutige Theatergebäude im Stil der Neorenaissance gebaut. Als Vorbild dienten vermutlich das Hamburger Stadttheater (Dammtorstraße, nicht erhalten) und das Wiener Opernhaus. Mit diesem Bau hatte der Platz im Wesentlichen seine heutige Gestalt.
Ab Anfang des 20. Jahrhunderts, vor allem jedoch nach der Machtergreifung der Nationalsozialisten, wurde der Alte Garten zunehmend für propagandistische Massenaufmärsche genutzt. Da das Paul-Friedrich-Denkmal bei diesen Veranstaltungen störte, wurde es entfernt und auf seinen heutigen Standort umgesetzt. Auf der Treppe des Museums wurde eine Bühne errichtet. Weitere geplante umfangreiche Umbaumaßnahmen, einschließlich des Abrisses des Alten Palais und des Baus eines Monumentalgebäudes sowie der Umgestaltung der bestehenden Fassaden, kamen aufgrund des Kriegsbeginns nicht mehr zur Ausführung. Auch die Besatzungsmächte und später die SED nutzten den Platz weiter für Paraden und Demonstrationen. Insbesondere die Feierlichkeiten zum 1. Mai fanden hier statt. Erneute, schon weit gediehene Pläne zur Umgestaltung kamen wieder nicht zur Ausführung, da der Wohnungsbau priorisiert wurde.
Am 23. Oktober 1989 war der Alte Garten Ausgangspunkt der ersten Schweriner Montagsdemonstration. Auf eine Kundgebung des Neuen Forums reagierten Demokratischer Block und Rat der Stadt mit einer Gegenveranstaltung, zu der man zahlreiche Bürger mit Bussen heranschaffte und den Willen zum Dialog proklamierte, jedoch dem Neuen Forum kein Rederecht zuerkannte. Die Anhänger der Veranstaltung des Neuen Forums starteten vom Platz aus zu einem Demonstrationszug durch die Stadt, dem sich auch zahlreiche Teilnehmer der Gegenveranstaltung und des Friedensgebetes im Dom anschlossen. Insgesamt nahmen an der Montagsdemonstration etwa 40.000 Menschen teil.
Nach der Wende fehlte ein Nutzungskonzept für den Alten Garten. Es fanden dort Wahlkampfauftritte, Kunstausstellungen, Jahrmärkte und Gewerbeschauen statt, Autohändler präsentierten ihre Waren und der Platz wurde zeitweilig als Großparkplatz genutzt.

## Heutige Nutzung

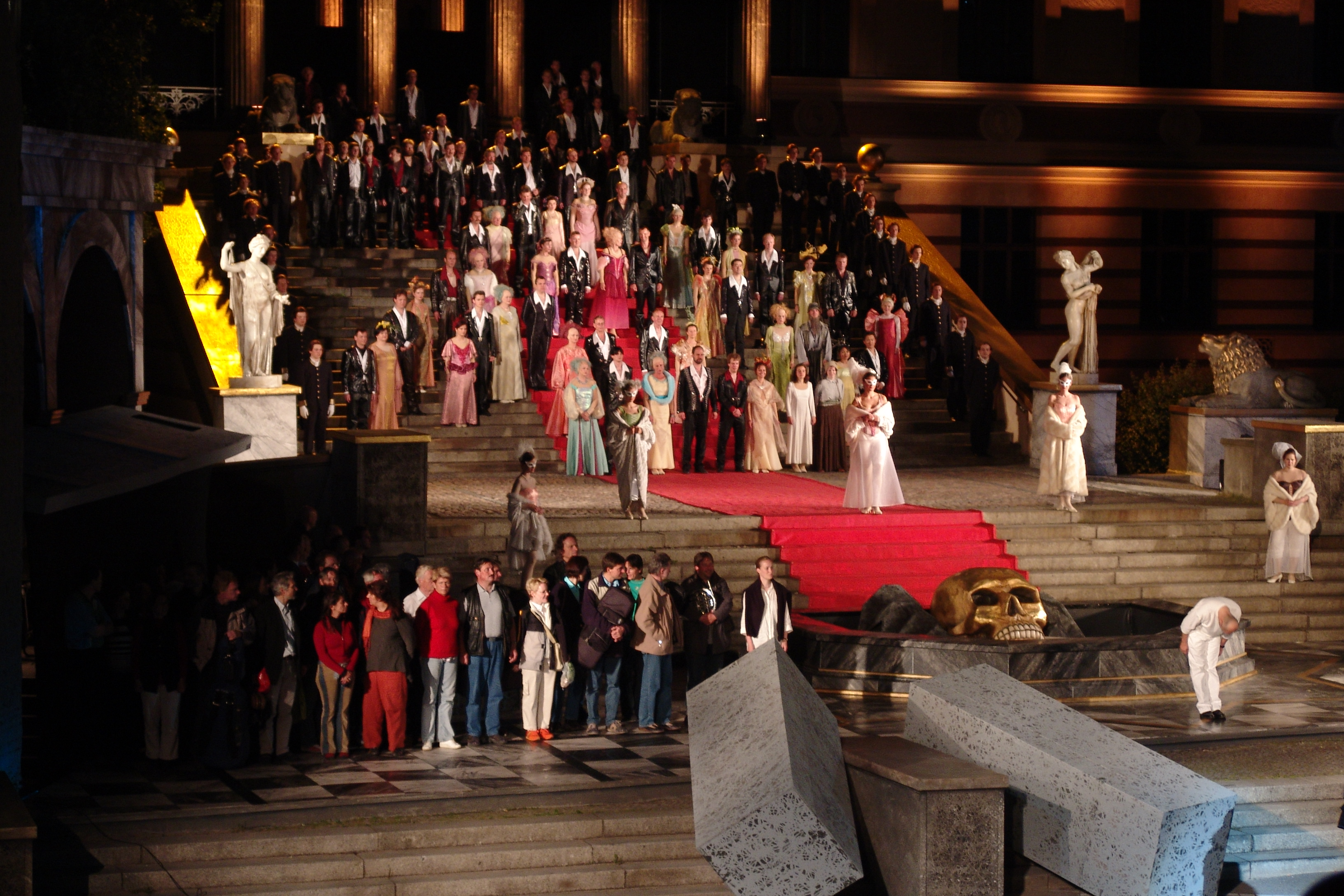
Schlossfestspiele 2005

Der Alte Garten bildet zusammen mit dem Schweriner Schloss und der angrenzenden Anlegestelle der Weißen Flotte ein touristisches Zentrum Schwerins. In der Nähe gibt es Haltemöglichkeiten für Reisebusse und Stadtrundfahrten beginnen auf dem Platz. Der Alte Garten wird weiterhin für zahlreiche, nun vorwiegend kulturelle Veranstaltungen genutzt. Ein Besuchermagnet sind die seit 1993 jährlich im Sommer, zunächst im Innenhof des Schlosses und seit 1999 auf dem Alten Garten stattfindenden Schlossfestspiele mit ihren Operninszenierungen. 2007 war er Schauplatz der offiziellen Feierlichkeiten zum Tag der Deutschen Einheit. 2009 fand in direkter Nachbarschaft die Bundesgartenschau statt. In diesem Zusammenhang wurden auf dem Alten Garten mehrere Veranstaltungen durchgeführt, so beispielsweise die BUGA-Baustellenfeste.
Der Platz wird von einer der Hauptverkehrsadern Schwerins durchschnitten. Durch den Bau von Umgehungsstraßen und verkehrsberuhigende Maßnahmen wurde inzwischen jedoch insbesondere der Transitverkehr, der ab 1990 zu starken Belastungen geführt hatte, erheblich reduziert.

## Umgestaltung
Im September 2010 begannen Sanierungsarbeiten am Alten Garten, die im Frühjahr 2012 abgeschlossen sein sollen. Die Maßnahmen zur Umgestaltung des Platzes orientieren sich an den Plänen des Hofbaumeisters Hermann Willebrand. Die untere Treppenanlage am Staatlichen Museum wurde rückgebaut und Pflanzungen aus den 1970er und 1980er Jahren sowie Asphaltflächen werden entfernt. Der Platz wird eine einheitliche Pflasterung, eine neue Beleuchtung und eine dezente Beschilderung erhalten.
Zur Umgestaltung gehört die Verlegung des Paul-Friedrich-Denkmals an seinen ursprünglichen Platz vor der Museumstreppe. Am 23. Mai 2011 wurden Statue und Sockel von der Schlosshalbinsel entfernt und das Standbild zur Sanierung vorerst auf ein provisorisches Podest auf den Alten Garten gestellt.
Bei Instandsetzungsarbeiten erhielt die zuvor weiße Fassade des Theatergebäudes im Jahr 2011 ihre ursprüngliche ockergelbe Farbe zurück.

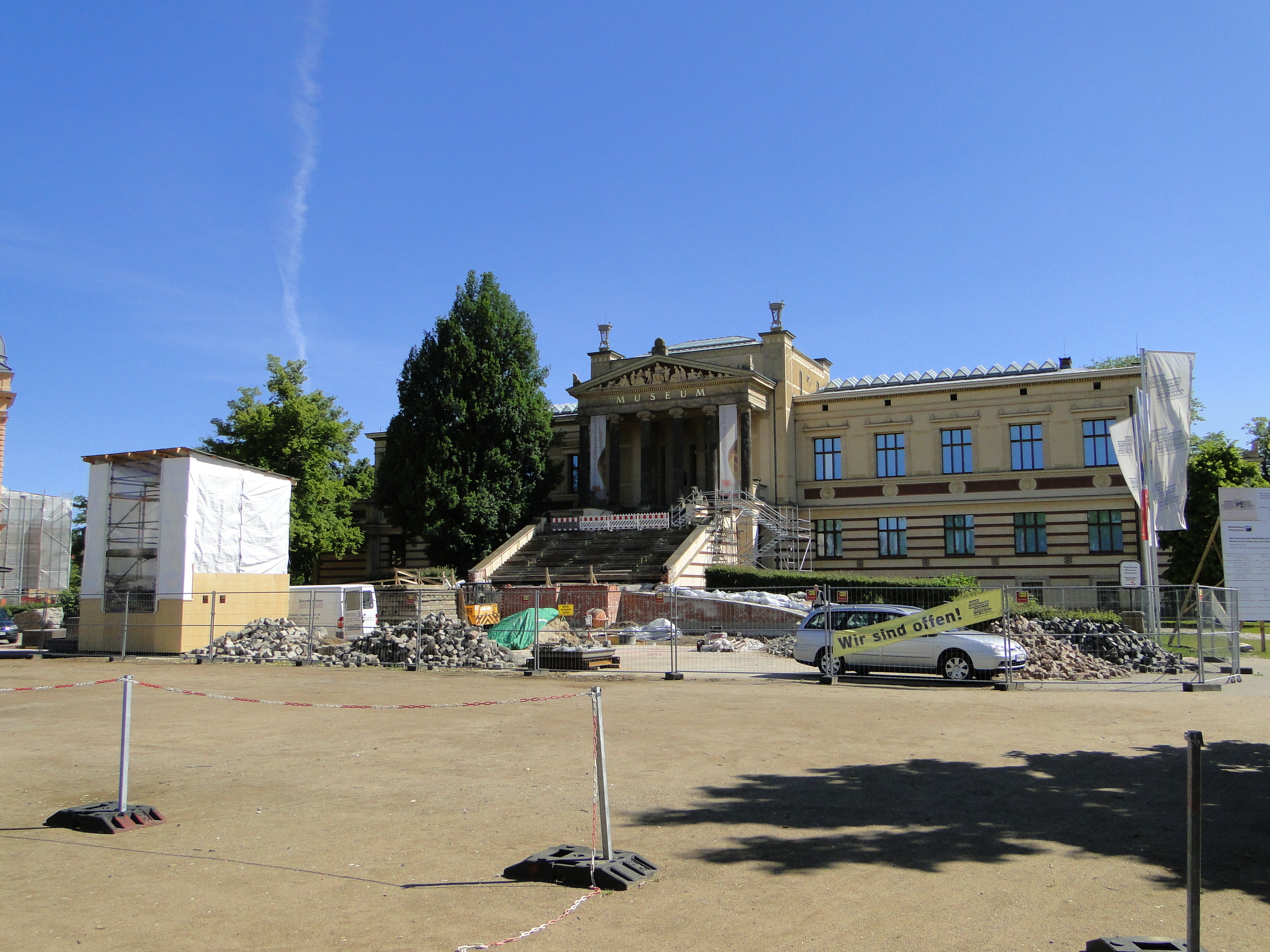
Arbeiten an der Freitreppe des Staatlichen Museums (Juni 2011)
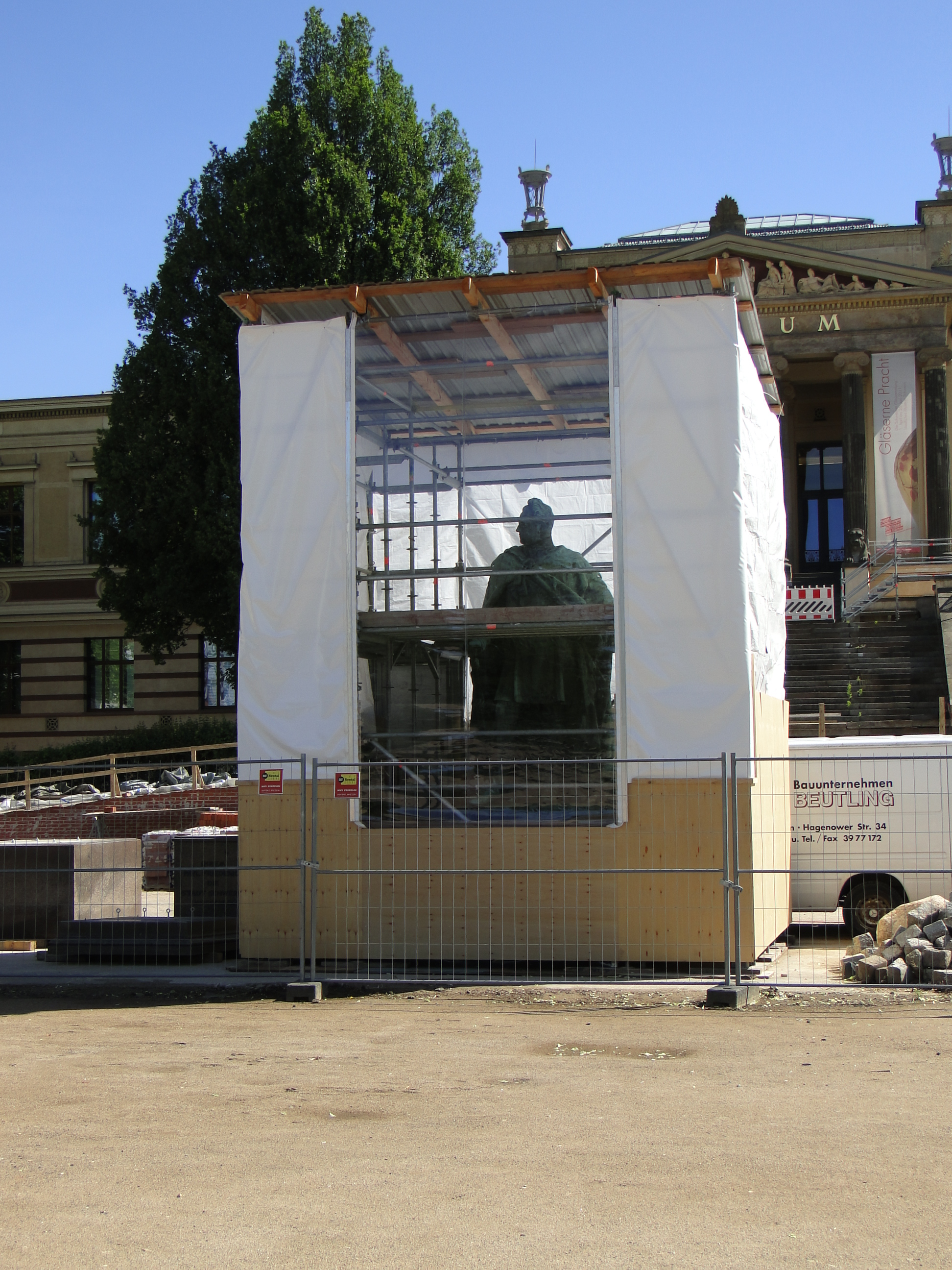
Paul-Friedrich-Statue während der Sanierung
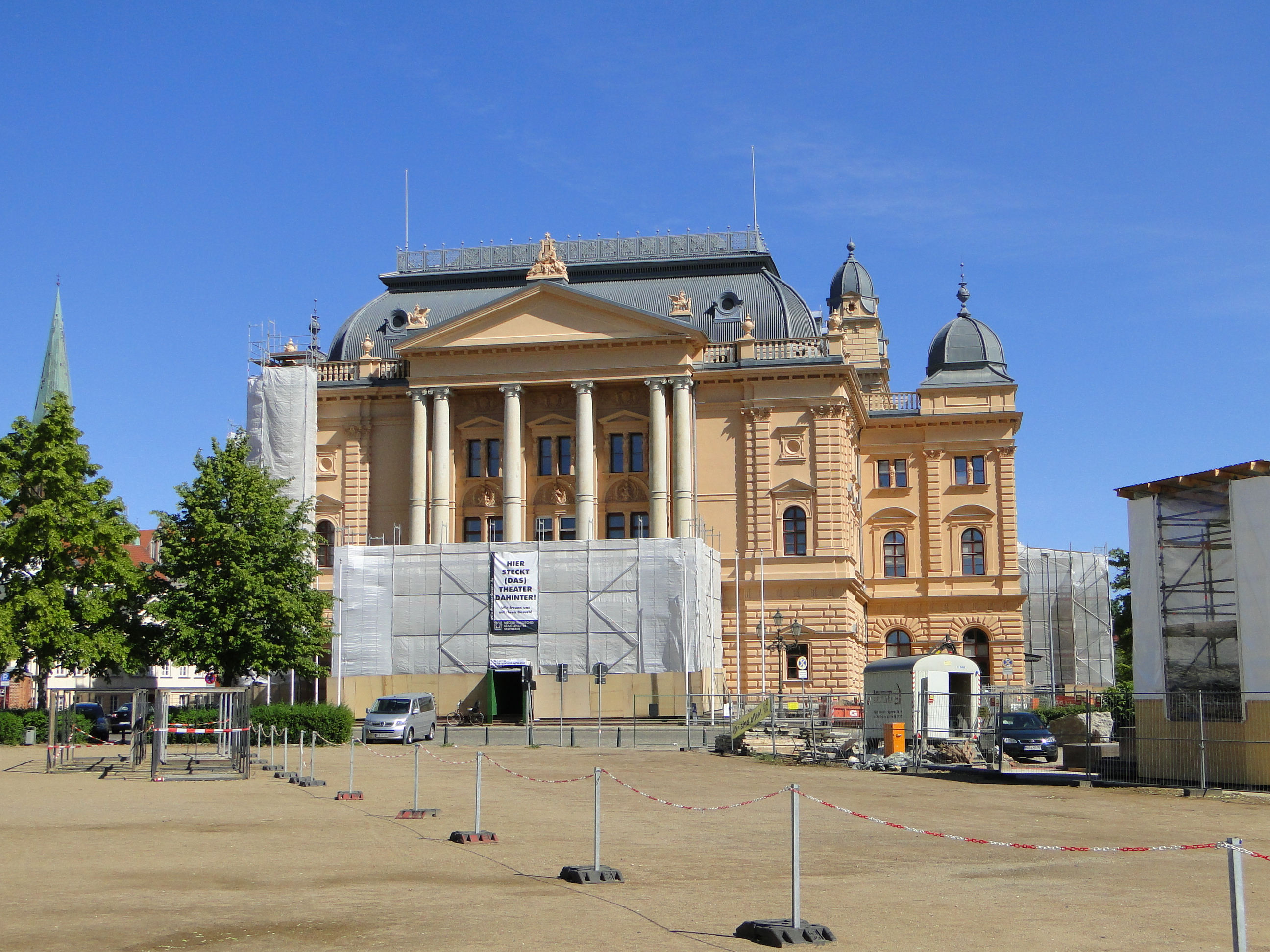
Mecklenburgisches Staatstheater mit ursprünglicher ockergelber Fassadenfarbe